# Felis margarita
El gato de las arenas, gato del desierto o gato del Sahara (Felis margarita) es una especie de mamífero carnívoro de la familia Felidae. Es el miembro más pequeño del género Felis junto con el gato patinegro (Felis nigripes). Apenas alcanza los 50 cm de longitud en cabeza y cuerpo, a los que hay que sumar otros 30 de cola. Los machos más grandes no llegan a los 3,5 kg de peso.

## Descripción
Se trata con toda probabilidad del felino mejor adaptado a la vida en desiertos arenosos como los del Sahara, Arabia, Irán, Afganistán, Turkmenistán y Pakistán. En las zonas menos áridas de estas regiones convive con el gato montés (F. silvestris), aparentemente sin problemas. No obstante, se ha documentado su desaparición en algunos lugares debido al incremento de gatos domésticos cimarrones.
La cabeza es notablemente ancha, algo que lo hace inconfundible con otras especies similares, y las orejas son muy amplias. Esto mejora tanto su audición como la pérdida del exceso de calor a través de ellas (una técnica común entre los pequeños mamíferos desérticos como la liebre de California, el zorro kit o el fenec). El pelaje es de color arena con escasas rayas más oscuras, que se encuentran más desarrolladas en la subespecie africana, F. m. margarita, y sólo son fácilmente visibles en la parte alta de las patas delanteras. La punta de la cola también es de color oscuro.
Al contrario que otros felinos, la planta de los pies está cubierta totalmente de pelo con el fin de protegerla frente al contacto con las ardientes arenas del desierto.
Este animal presenta hábitos preferentemente crepusculares o nocturnos, pasando las horas más tórridas del día protegiéndose entre las rocas. Se alimenta de roedores (gerbos, ratones), liebres, pájaros, serpientes (incluidas víboras venenosas), lagartos, arañas e insectos. A su vez, sufren la depredación de chacales y lechuzas. Los humanos los cazan con el fin de comerciar con sus pieles o porque los consideran alimañas; también se venden animales capturados como mascotas de forma ilegal. No obstante, en la actualidad sólo la subespecie pakistaní (F. m. scheffeli) está sometida a algún tipo de amenaza, según el convenio CITES.

## Reproducción
Los gatos de las arenas son fundamentalmente solitarios, pero no territoriales. De hecho, es común que varios individuos frecuenten los mismos refugios, aunque nunca los comparten al mismo tiempo. Durante la época reproductiva, que varía de una región a otra, los machos atraen a las hembras con una especie de ladridos para incitarlas a la cópula.
Entre 59 y 63 días después del apareamiento, las hembras paren una camada de una a ocho crías, aunque lo normal es que sean cuatro o cinco. Presentan un crecimiento rápido y a los 6 - 8 meses del nacimiento ya son independientes, aunque no alcanzan la madurez sexual hasta alrededor del año de edad. Se ignora su esperanza de vida en libertad, aunque en cautividad pueden llegar a los trece años. Los individuos cautivos suelen aparearse más de una vez al año, al contrario que los salvajes.

## Subespecies
Se reconocen las siguientes subespecies:
- Felis margarita margarita, presente en el desierto del Sahara
- Felis margarita airensis
- Felis margarita harrisoni,  presente en Arabia
- Felis margarita meinertzhageni
- Felis margarita scheffeli, gato del desierto de Pakistán
- Felis margarita thinobia, presente en Irán

F. m. thinobia a veces es considerado una especie separada como Eremaelurus thinobia; F. m. scheffeli está clasificado por la Convención sobre el Comercio Internacional de Especies Amenazadas de Fauna y Flora Silvestres (CITES) como especie en peligro o en vías de extinción.